# George Sangster
George Sangster (L'Aia, 19 agosto 1970) è un ornitologo olandese.
Esperto di tassonomia, è stato autore di molti articoli su questo argomento apparsi sulle riviste Dutch Birding, British Birds e su altre pubblicazioni.
È membro dei comitati tassonomici olandese, britannico ed europeo.